# Benedikt Oster

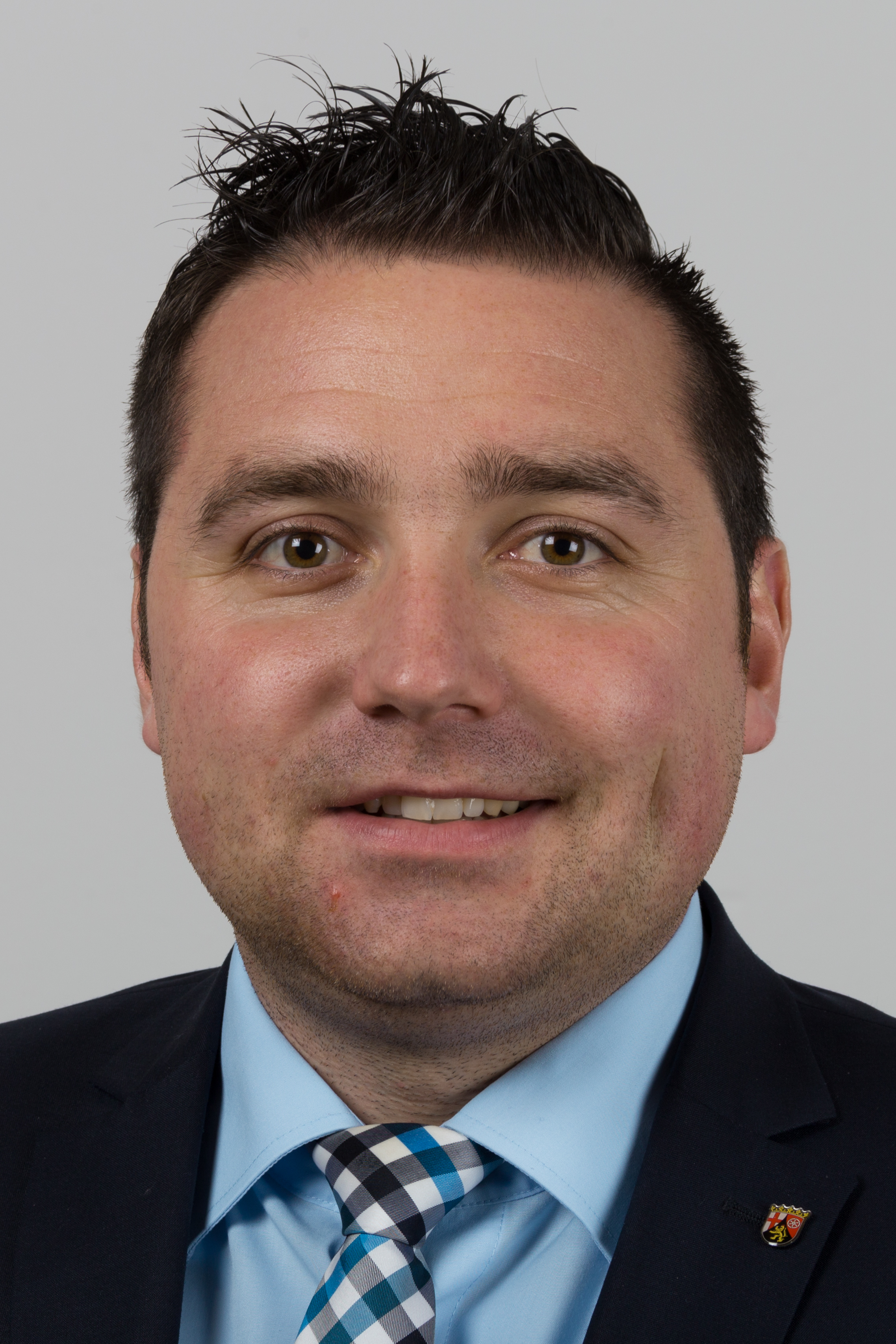
Benedikt Oster (2016)

Benedikt Oster (* 7. Juli 1988 in Koblenz) ist ein deutscher Politiker (SPD) und seit 2011 Mitglied des rheinland-pfälzischen Landtages.

## Werdegang
Oster besuchte die Hauptschule Treis-Karden im Landkreis Cochem-Zell und absolvierte von 2004 bis 2007 die Ausbildung zum Straßenwärter. Bis zu seinem Einzug in den rheinland-pfälzischen Landtag 2011 war er in diesem Beruf tätig.
2009 wurde er Mitglied der SPD. Von 2012 bis 2017 war er stellvertretender Kreisvorsitzender der SPD Cochem-Zell. Seit Januar 2017 ist er Vorsitzender des Kreisverbandes. Dort war Oster von 2010 bis 2012 bereits Juso-Kreisvorsitzender. 2014 wurde er Mitglied im Landesvorstand der SPD Rheinland-Pfalz. Er war von 2009 bis 2014 Mitglied im Verbandsgemeinderat Treis-Karden. Seit der Kommunalwahl 2014 und der damit verbundenen Fusion zur neuen Verbandsgemeinde Kaisersesch ist er Mitglied des Verbandsgemeinderates und Mitglied des Kreistages Cochem-Zell. Er ist Mitglied im Ortsgemeinderat von Binningen. Seit April 2017 ist er Beigeordneter der Verbandsgemeinde Kaisersesch.
Am 18. Mai 2011 rückte er für die ins Kabinett Beck V berufene Heike Raab in den Landtag von Rheinland-Pfalz nach. Dadurch wurde er, mit nur 22 Jahren, das damals jüngste Mitglied des Landtages von Rheinland-Pfalz.
Nach den Landtagswahlen 2016 und 2021 rückte er wieder für Heike Raab in den Landtag nach. Im Mai 2025 wurde er vom SPD-Kreisparteitag Cochem-Zell für die Landtagswahl 2026 als A-Kandidat gewählt.
Im Landtag war er Mitglied im Ausschuss für Landwirtschaft und Weinbau. In der aktuellen Legislaturperiode ist er ordentliches Mitglied und stellvertretender Vorsitzender im Ausschuss für Klima, Energie und Mobilität. Oster ist ordentliches Mitglied im Innenausschuss, Zwischenausschuss und Ältestenrat. Stellvertretendes Mitglied ist er im Ausschuss für Familie, Jugend, Integration und Verbraucherschutz, im Rechtsausschuss und im Wahlprüfungsausschuss.
Er ist seit Beginn der aktuellen Legislaturperiode Sprecher für Mobilität und Rettungswesen und stellvertretender Vorsitzender der SPD-Landtagsfraktion.
Seit dem 30. Oktober 2024 ist er Teil des Präsidiums der SPD-Rheinland-Pfalz.

## Sonstiges
Oster lebt in Binningen in der Eifel. Er ist nicht verheiratet und hat keine Kinder.